# Lastwiderstand
Ein Lastwiderstand oder Belastungswiderstand {\displaystyle R_{L}}, oft nur kurz Last genannt, ist der elektrische Widerstand, mit dem eine Quelle elektrischer Energie oder elektrischer Signale belastet wird.
Teilweise werden auch besonders leistungsstarke Hochlastwiderstände umgangssprachlich „Lastwiderstand“ genannt.

## Gleichstrom
Wenn diese das Verhalten einer Spannungsquelle aufweist, bestimmt der Lastwiderstand die elektrische Stromstärke und die elektrische Leistung, die von der Quelle geliefert werden. Der Lastwiderstand der Quelle ist gleichzeitig der Innenwiderstand eines elektrischen Verbrauchers oder der Eingangswiderstand einer weiteren elektrischen Einrichtung.
Spezialfälle:
- wenn der Lastwiderstand unendlich ist ({\displaystyle R_{L}\to \infty }), wird dieser Fall als Leerlauf bezeichnet
- wenn der Lastwiderstand gleich null ist ({\displaystyle R_{L}=0}), liegt ein Kurzschluss vor.

Bei der Energieübertragung wird meistens eine Spannungsanpassung mit möglichst geringem Energieverlust bzw. möglichst hohem Wirkungsgrad angestrebt, wozu der Lastwiderstand wesentlich größer sein muss als der Innenwiderstand der Energiequelle:
{\displaystyle R_{L}\gg R_{i}}.
Bei der Signalübertragung wird teilweise eine Leistungsanpassung angestrebt. Diese hat das Ziel, bei Quellen, die nur geringe elektrische Leistung erzeugen können, diese Leistung möglichst gänzlich weiterzugeben. Dazu ist der Lastwiderstand so groß zu wählen wie der Innenwiderstand der Signalquelle:
{\displaystyle R_{L}=R_{i}}.
Reflexionen auf Übertragungsleitungen können vermieden werden, wenn der Wellenwiderstand der Leitung ebenfalls gleich dem Lastwiderstand ist.

## Wechselstrom
Im allgemeinen Sinne kann der Lastwiderstand auch ein Wechselstromwiderstand (eine elektrische Impedanz) sein, der sich aus einem Wirkwiderstand und einem Blindwiderstand zusammensetzt.

## Drehstrom
In Drehstromsystemen werden folgende Begriffe verwendet:
- symmetrische Last, wenn die Impedanz des Verbrauchers in allen Phasen gleich ist
- unsymmetrische Last, wenn die Impedanzen ungleich sind; in elektrischen Energienetzen wird dafür auch der Begriff Schieflast verwendet.